# Baron Baltimore

Herb baronów Baltimore

Baron Baltimore to wygasły tytuł arystokratyczny w parostwie Irlandii. Tytuł został ustanowiony w 1625 roku i wygasł w roku 1771 wraz ze śmiercią szóstego barona. Tytuł należał do rodziny Calvertów, którzy byli właścicielami kolonii Avalon na Nowej Fundlandii oraz kolonii Maryland, która później stała się stanem Stanów Zjednoczonych. Od nazwy tytułu pochodzi nazwa miasta Baltimore w Maryland.

## Baronowie

### George Calvert, 1. baron Baltimore
George Calvert, 1. baron Baltimore otrzymał tytuł barona Baltimore od króla Anglii Jakuba I Stuarta w lutym 1625 roku.

### Cæcilius Calvert, 2. baron Baltimore
Cæcilius Calvert, 2. baron Baltimore odziedziczył tytuł barona Baltimore po śmierci George'a Calverta 15 kwietnia 1632 roku. Kilka tygodni później, 20 czerwca 1632 otrzymał prawa do prowincji Maryland od króla Karola I Stuarta.

### Charles Calvert, 3. baron Baltimore
Charles Calvert, 3. baron Baltimore odziedziczył tytuł barona Baltimore po śmierci Cæciliusa Calverta 30 listopada 1675 roku.

### Benedict Leonard Calvert, 4. baron Baltimore
Benedict Leonard Calvert, 4. baron Baltimore odziedziczył tytuł barona Baltimore po śmierci Charlesa Calverta 21 lutego 1715 roku.

### Charles Calvert, 5. baron Baltimore
Charles Calvert, 5. baron Baltimore odziedziczył tytuł barona Baltimore po śmierci Benedicta Leonarda Calverta 16 kwietnia 1715 roku.

### Frederick Calvert, 6. baron Baltimore
Frederick Calvert, 6. baron Baltimore odziedziczył tytuł barona Baltimore po śmierci Charlesa Calverta 24 kwietnia 1751 roku. Tytuł wygasł 4 września 1771 wraz ze śmiercią Fredericka Calverta, ponieważ jego syn Henry Harford był nieślubnym dzieckiem i w związku z tym nie mógł odziedziczyć tytułu.